# Équipe de Suisse de football en 2006
Cet article présente l'année 2006 pour l'équipe de Suisse de football. C'est une année des « premières » puisqu’elle affronte pour la première fois cette les équipes de Chine, du Togo, de Corée du Sud, d'Ukraine, du Venezuela et du Costa Rica.

## Bilan
|           | Nombre de matchs | Victoires | Défaites | Matchs nuls | Buts marqués | Buts encaissés |
| Domicile  | 6                | 3         | 1        | 2           | 10           | 5              |
| Extérieur | 3                | 2         | 1        | 0           | 7            | 3              |
| Neutre    | 4                | 2         | 0        | 2           | 4            | 0              |
| Total     | 13               | 7         | 2        | 4           | 21           | 8              |

## Effectif
| Sélectionneur | Sélectionneur       | Köbi Kuhn         | Köbi Kuhn         | Köbi Kuhn               |
| N°            | Nom                 | Date de Naissance | Sélections (buts) | Club                    |
| Gardiens      |                     |                   |                   |                         |
| 1             | Diego Benaglio      | 8 septembre 1983  |                   | CD Nacional             |
| 21            | Fabio Coltorti      | 13 février 1981   |                   | Grasshopper-Club Zurich |
| 18            | Pascal Zuberbühler  | 8 janvier 1971    |                   | FC Bâle                 |
| Défenseurs    |                     |                   |                   |                         |
| 2             | Johan Djourou       | 18 janvier 1986   |                   | Arsenal FC              |
| 13            | Stéphane Grichting  | 30 mars 1979      |                   | AJ Auxerre              |
| 3             | Ludovic Magnin      | 20 avril 1979     |                   | VfB Stuttgart           |
| 20            | Patrick Müller      | 17 décembre 1976  |                   | AS Monaco               |
| 4             | Philippe Senderos   | 14 février 1985   |                   | Arsenal FC              |
| 17            | Christoph Spycher   | 30 mars 1978      |                   | Eintracht Francfort     |
| Milieux       |                     |                   |                   |                         |
| 19            | Valon Behrami       | 19 avril 1985     |                   | Lazio                   |
| 21            | Johann Lonfat       | 20 juin 1973      |                   | FC Sochaux              |
| 7             | Ricardo Cabanas     | 17 janvier 1979   |                   | Grasshopper Zurich      |
| 15            | Daniel Gygax        | 28 septembre 1981 |                   | LOSC                    |
| 8             | Gokhan Inler        | 27 juin 1984      |                   | Udinese                 |
| 10            | Hakan Yakin         | 22 février 1977   |                   | BSC Young Boys          |
| 17            | Johann Vogel        | 30 avril 1977     |                   | Milan AC                |
| 5             | Benjamin Huggel     | 6 mai 1980        |                   | FC Bâle                 |
| 16            | Tranquillo Barnetta | 24 juillet 1985   |                   | Bayer Leverkusen        |
| Attaquants    |                     |                   |                   |                         |
| 9             | Alexander Frei      | 15 juillet 1979   |                   | Rennes                  |
| 10            | Blaise N'Kufo       | 28 août 1975      |                   | Twente Enschede         |
| 22            | Johan Vonlanthen    | 1er février 1986  |                   | NAC Breda               |
| 11            | Marco Streller      | 18 juin 1981      |                   | FC Bâle                 |
| 13            | Mauro Lustrinelli   | 6 juin 1974       |                   | CSKA Moscou             |

## Matches et résultats
| Match amical                                      | Écosse     | 1 - 3   | Suisse                                 | Hampden Park, Glasgow                       |                                             |
| 1er mars 2006 · 20h00 · Historique des rencontres | Miller 54e | (0 - 2) | 21e Barnetta · 41e Gygax · 69e Cabanas | Spectateurs : 20 952 Arbitrage : Bruno Coué | Spectateurs : 20 952 Arbitrage : Bruno Coué |
| 1er mars 2006 · 20h00 · Historique des rencontres | Rapport    |         |                                        | Spectateurs : 20 952 Arbitrage : Bruno Coué | Spectateurs : 20 952 Arbitrage : Bruno Coué |

| Match amical                                    | Suisse       | 1 - 1   | Côte d'Ivoire | Parc Saint-Jacques, Bâle                       |                                                |
| 27 mai 2006 · 17h30 · Historique des rencontres | Barnetta 27e | (1 - 0) | 47e Faé       | Spectateurs : 22 000 Arbitrage : Mikko Vuorela | Spectateurs : 22 000 Arbitrage : Mikko Vuorela |
| 27 mai 2006 · 17h30 · Historique des rencontres | Rapport      |         |               | Spectateurs : 22 000 Arbitrage : Mikko Vuorela | Spectateurs : 22 000 Arbitrage : Mikko Vuorela |

| Match amical                                    | Suisse    | 1 - 1   | Italie        | Stade de Genève, Genève                       |                                               |
| 31 mai 2006 · 20h45 · Historique des rencontres | Gygax 32e | (1 - 1) | 11e Gilardino | Spectateurs : 30 000 Arbitrage : Peter Sippel | Spectateurs : 30 000 Arbitrage : Peter Sippel |
| 31 mai 2006 · 20h45 · Historique des rencontres | Rapport   |         |               | Spectateurs : 30 000 Arbitrage : Peter Sippel | Spectateurs : 30 000 Arbitrage : Peter Sippel |

| Match amical                                    | Suisse                                 | 4 - 1   | Chine   | Stade du Hardturm, Zurich                   |                                             |
| 3 juin 2006 · 17h30 · Historique des rencontres | Frei 40e 49e (pen.) · Streller 47e 73e | (1 - 0) | 77e Chu | Spectateurs : 16 000 Arbitrage : Ian Stokes | Spectateurs : 16 000 Arbitrage : Ian Stokes |
| 3 juin 2006 · 17h30 · Historique des rencontres | Rapport                                |         |         | Spectateurs : 16 000 Arbitrage : Ian Stokes | Spectateurs : 16 000 Arbitrage : Ian Stokes |

| CM - tour final                                  | France  | 0 - 0 | Suisse | Gottlieb-Daimler-Stadion, Stuttgart              |                                                  |
| 13 juin 2006 · 18h00 · Historique des rencontres |         |       |        | Spectateurs : 53 000 Arbitrage : Valentin Ivanov | Spectateurs : 53 000 Arbitrage : Valentin Ivanov |
| 13 juin 2006 · 18h00 · Historique des rencontres | Rapport |       |        | Spectateurs : 53 000 Arbitrage : Valentin Ivanov | Spectateurs : 53 000 Arbitrage : Valentin Ivanov |

| CM - tour final                                  | Togo    | 0 - 2   | Suisse                  | Westfalenstadion, Dortmund                       |                                                  |
| 19 juin 2006 · 15h00 · Historique des rencontres |         | (0 - 1) | 16e Frei · 88e Barnetta | Spectateurs : 65 000 Arbitrage : Carlos Amarilla | Spectateurs : 65 000 Arbitrage : Carlos Amarilla |
| 19 juin 2006 · 15h00 · Historique des rencontres | Rapport |         |                         | Spectateurs : 65 000 Arbitrage : Carlos Amarilla | Spectateurs : 65 000 Arbitrage : Carlos Amarilla |

| CM - tour final                                  | Suisse                  | 2 - 0   | Corée du Sud | Veltins-Arena, Hanovre                            |                                                   |
| 23 juin 2006 · 21h00 · Historique des rencontres | Senderos 23e · Frei 77e | (1 - 0) |              | Spectateurs : 44 000 Arbitrage : Horacio Elizondo | Spectateurs : 44 000 Arbitrage : Horacio Elizondo |
| 23 juin 2006 · 21h00 · Historique des rencontres | Rapport                 |         |              | Spectateurs : 44 000 Arbitrage : Horacio Elizondo | Spectateurs : 44 000 Arbitrage : Horacio Elizondo |

| CM - tour final - 8e de finale           | Suisse                        | 0 - 0             | Ukraine                                 | RheinEnergieStadion, Cologne                      |                                                   |
| 26 juin 2006 · Historique des rencontres |                               |                   |                                         | Spectateurs : 45 000 Arbitrage : Benito Archundia | Spectateurs : 45 000 Arbitrage : Benito Archundia |
| 26 juin 2006 · Historique des rencontres | Rapport                       |                   |                                         | Spectateurs : 45 000 Arbitrage : Benito Archundia | Spectateurs : 45 000 Arbitrage : Benito Archundia |
| 26 juin 2006 · Historique des rencontres | Streller · Barnetta · Cabanas | Tirs au but 0 - 3 | Shevchenko · Milevskyi · Rebrov · Gusev | Spectateurs : 45 000 Arbitrage : Benito Archundia | Spectateurs : 45 000 Arbitrage : Benito Archundia |

| Match amical                             | Liechtenstein | 0 - 3   | Suisse                       | Rheinpark Stadion, Vaduz                         |                                                  |
| 16 août 2006 · Historique des rencontres |               | (0 - 1) | 11e 51e Frei · 65e Margairaz | Spectateurs : 4 837 Arbitrage : Bernhard Brugger | Spectateurs : 4 837 Arbitrage : Bernhard Brugger |
| 16 août 2006 · Historique des rencontres | Rapport       |         |                              | Spectateurs : 4 837 Arbitrage : Bernhard Brugger | Spectateurs : 4 837 Arbitrage : Bernhard Brugger |

| Match amical                                 | Suisse   | 1 - 0   | Venezuela | Parc Saint-Jacques, Bâle                     |                                              |
| 2 septembre 2006 · Historique des rencontres | Frei 86e | (0 - 0) |           | Spectateurs : 12 500 Arbitrage : Alain Hamer | Spectateurs : 12 500 Arbitrage : Alain Hamer |
| 2 septembre 2006 · Historique des rencontres | Rapport  |         |           | Spectateurs : 12 500 Arbitrage : Alain Hamer | Spectateurs : 12 500 Arbitrage : Alain Hamer |

| Match amical                                 | Suisse                  | 2 - 0   | Costa Rica | Stade de Genève, Canton de Genève                |                                                  |
| 6 septembre 2006 · Historique des rencontres | Streller 12e · Frei 39e | (2 - 0) |            | Spectateurs : 12 000 Arbitrage : Dick Van Egmond | Spectateurs : 12 000 Arbitrage : Dick Van Egmond |
| 6 septembre 2006 · Historique des rencontres | Rapport                 |         |            | Spectateurs : 12 000 Arbitrage : Dick Van Egmond | Spectateurs : 12 000 Arbitrage : Dick Van Egmond |

| Match amical                                | Autriche                     | 2 - 1   | Suisse       | Tivoli Neu, Innsbruck                             |                                                   |
| 11 octobre 2006 · Historique des rencontres | Linz 24e (pen.) · Kuljic 36e | (2 - 0) | 70e Streller | Spectateurs : 11 000 Arbitrage : Michael Svendsen | Spectateurs : 11 000 Arbitrage : Michael Svendsen |
| 11 octobre 2006 · Historique des rencontres | Rapport                      |         |              | Spectateurs : 11 000 Arbitrage : Michael Svendsen | Spectateurs : 11 000 Arbitrage : Michael Svendsen |

| Match amical                                 | Suisse           | 1 - 2   | Brésil                | Parc Saint-Jacques, Bâle                     |                                              |
| 15 novembre 2006 · Historique des rencontres | Maicon 70e (csc) | (0 - 2) | 22e Luisão · 35e Kaká | Spectateurs : 39 000 Arbitrage : Markus Merk | Spectateurs : 39 000 Arbitrage : Markus Merk |
| 15 novembre 2006 · Historique des rencontres | Rapport          |         |                       | Spectateurs : 39 000 Arbitrage : Markus Merk | Spectateurs : 39 000 Arbitrage : Markus Merk |